# Wingfield (Suffolk)
Wingfield is een civil parish in het bestuurlijke gebied Mid Suffolk, in het Engelse graafschap Suffolk.

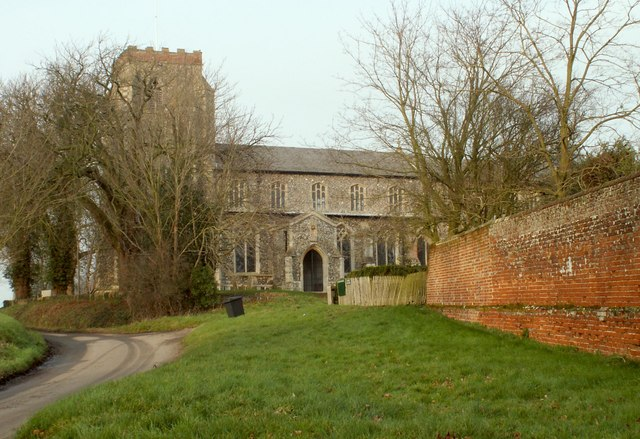
Kerk van St Andrew